# Horní Věstonice
Horní Věstonice (in tedesco Ober Wisternitz) è un comune della Repubblica Ceca facente parte del distretto di Břeclav, in Moravia Meridionale.